# بيان موجه

بيان مُوجَّه

في الرياضيات وتحديداً نظرية المخططات، البيان المُوجّه (بالإنجليزية: Directed Graph)‏ هو رسم بياني أو مجموعة من الرؤوس المتصلة بوصلات، وللوصلات اتجاه مرتبط بها. المخطط الموجه هو زوج مرتب G = (V, A) (أحياناً G = (V, E)) حيث:
- "V" مجموعة عناصرها تسمى رؤوس أو عقد أو نقاط.
- "A" مجموعة من الأزواج المرتبة من الرؤوس تعرف بالأسهم أو الوصلات الموجهة (أو ببساطة «وصلات» ترتبط بمجموعة اسمها "E" بدلاً من "A"، أو الأقواس الموجهة أو الخطوط الموجهة.

وتختلف المخططات الموجهة عن الرسم البياني والعادي، في أن الرسم البياني يُعرّف من حيث الأزواج غير المرتبة للرؤوس والتي تعرف عادة بوصلات أو الأقواس أو الخطوط.